# Betawi
Betawi, parfois Bataviens en français, est le nom que se donnent les habitants "autochtones" de Jakarta, la capitale de l'Indonésie. Ce nom vient de Batavia, comme on appelait Jakarta à l'époque du comptoir de la compagnie néerlandaise des Indes orientales (1618-1799) puis des Indes orientales néerlandaises (1799-1949).
La population betawi s'est constituée au cours de l'histoire de la Batavia néerlandaise, à partir d'habitants du pays Sunda alentour qui se sont établis dans la ville, des populations originaires d'autres régions de l'archipel indonésien, notamment des esclaves balinais que les Néerlandais achetaient aux rois de l'île de Bali, de Chinois qui s'assimilaient à la population locale et même de descendants d'esclaves ceylanais qui, regroupés dans le quartier de Tugu dans l'est de Jakarta, parlaient encore un créole portugais jusqu'au début du XXe siècle.

## Langue et culture
La langue batavienne est un créole malais enrichi de mots soundanais et chinois, notamment hokkien.
La culture traditionnelle montre également une influence chinoise.

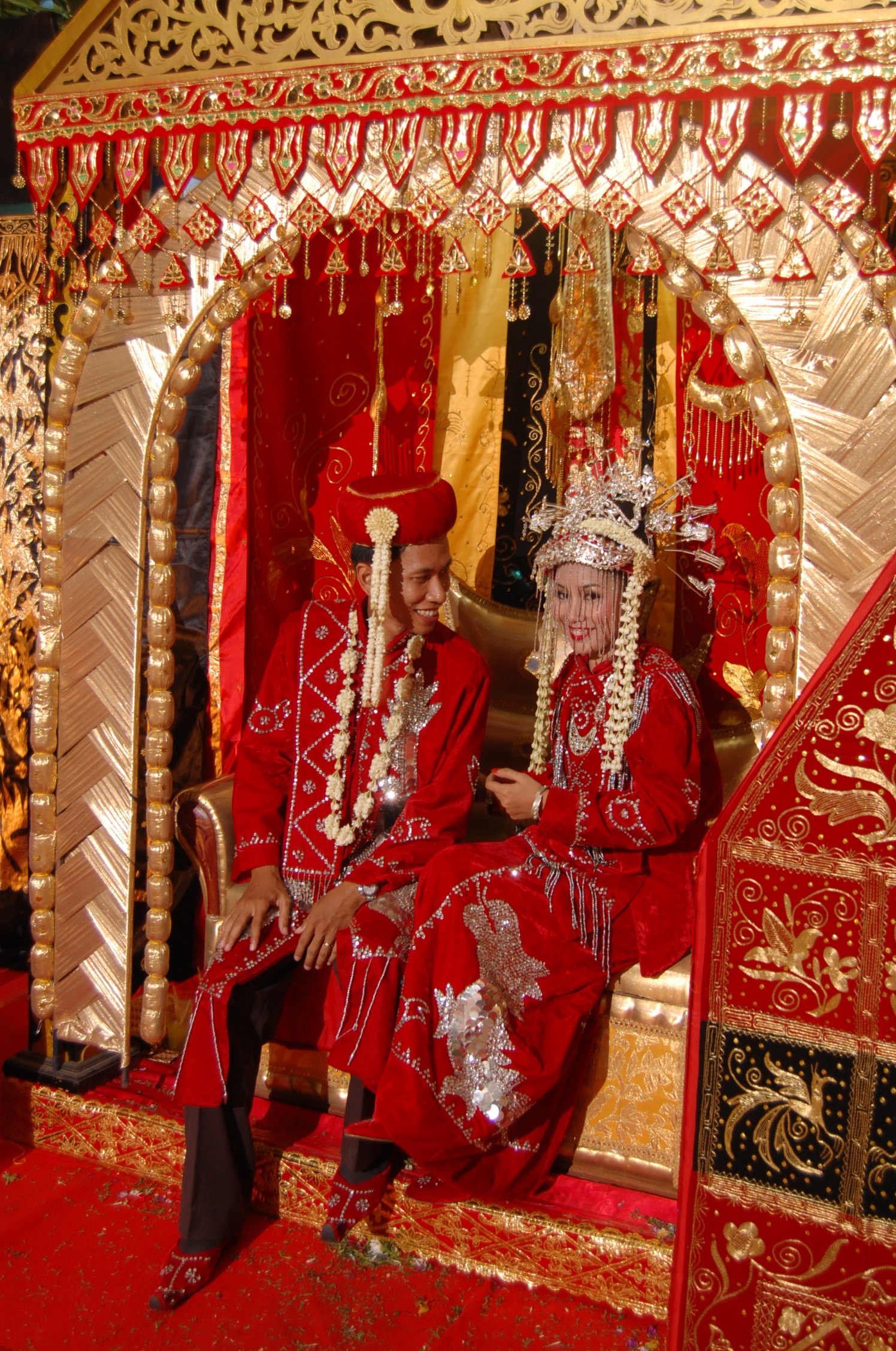
Un mariage betawi
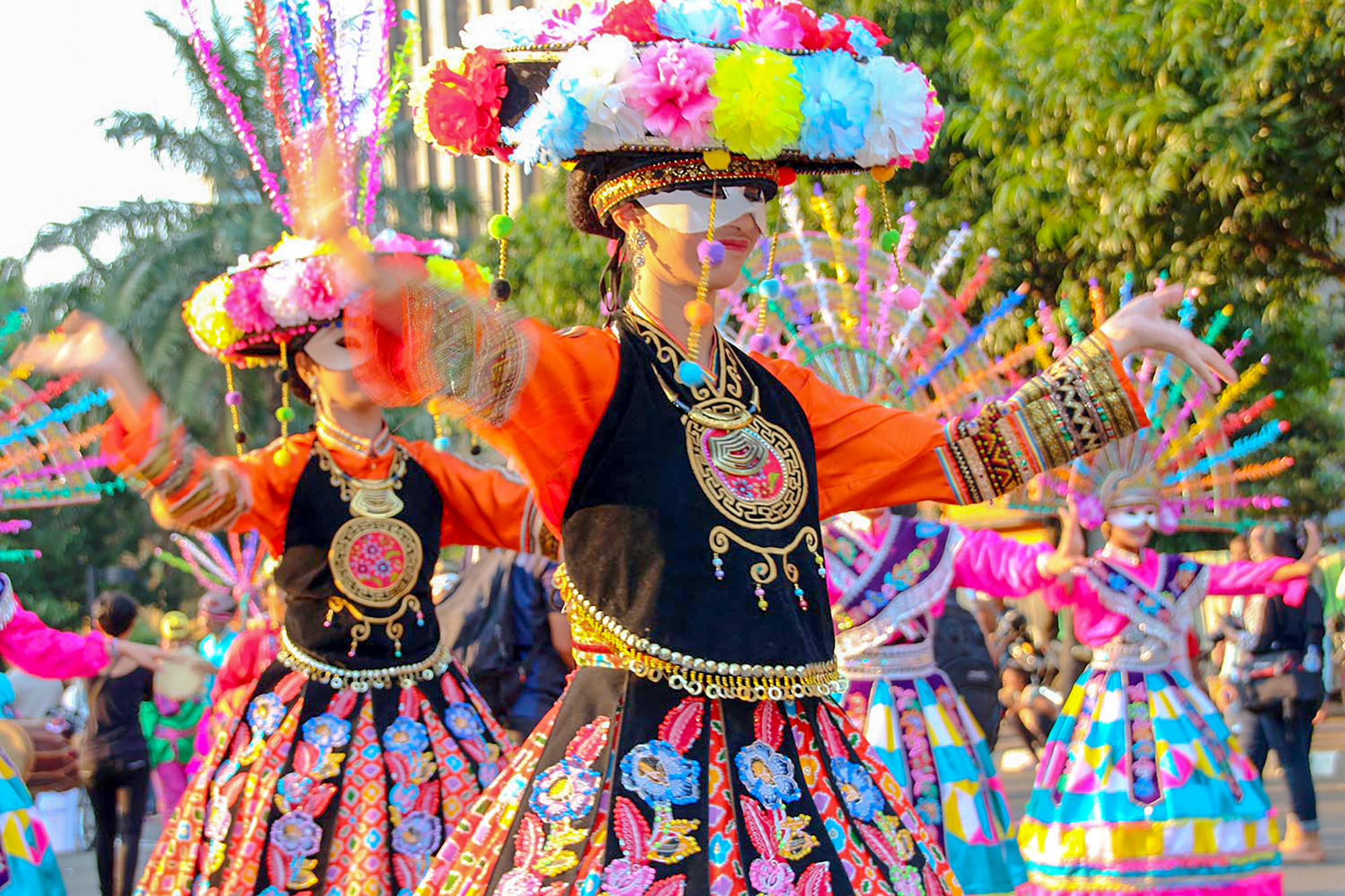
La danse Yapong
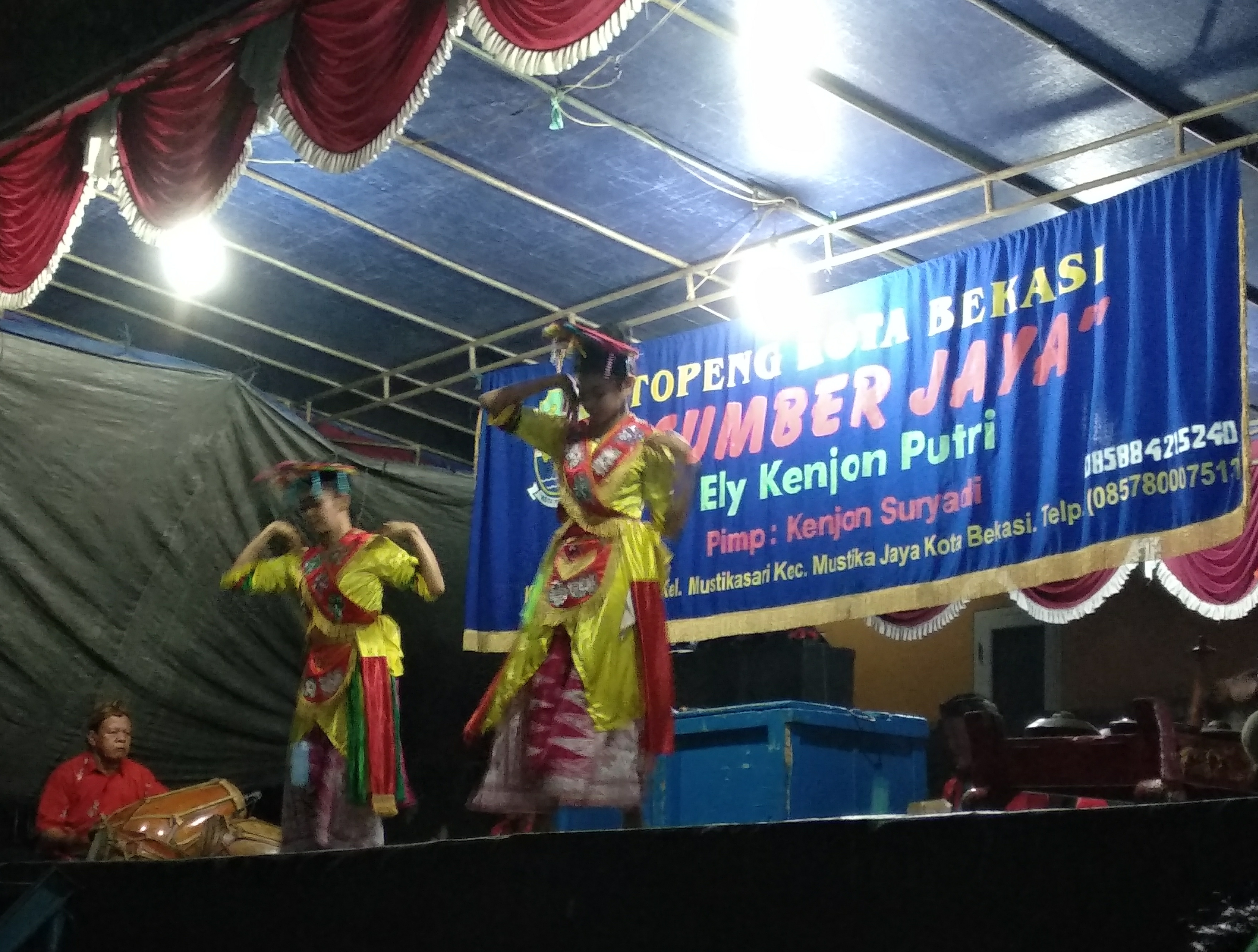
Une danse Topeng betawi
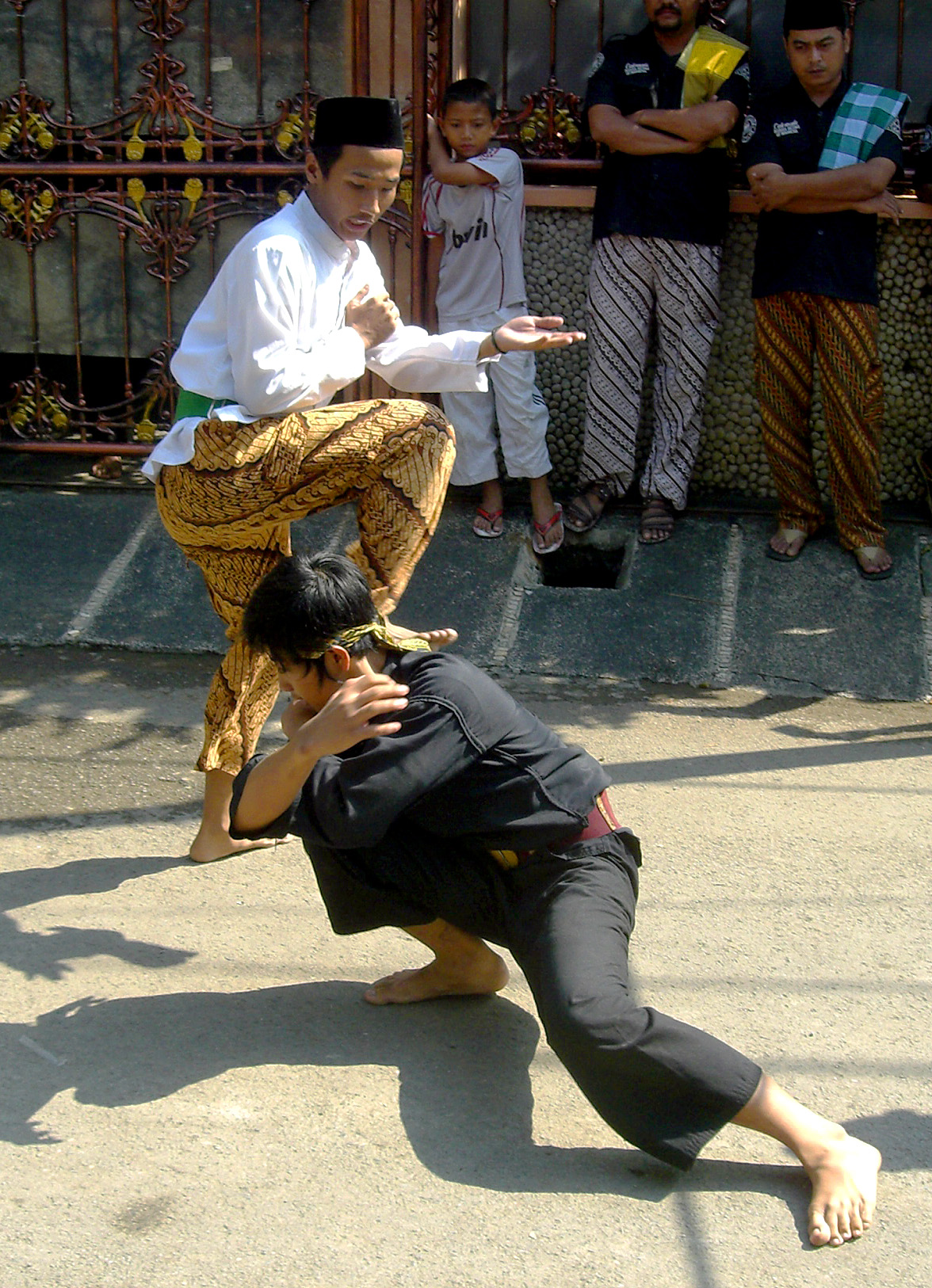
Démonstration de silat (art martial) betawi

## Démographie
|                  | Population |
| ---------------- | ---------- |
| Jakarta          | 2 700 722  |
| Java occidental  | 2 664 143  |
| Banten           | 1 365 614  |
| Autres provinces | 77 489     |
| Total            | 6 807 968  |